# Licantropia clinica
La licantropia clinica è una rara condizione mentale con delirio di trasformazione somatica, che induce chi ne è affetto a credere di potersi trasformare in un animale. La sindrome costringe chi ne soffre a voler assomigliare ad un animale, spesso ad un lupo, nell'aspetto ma principalmente nel comportamento. Negli stati più gravi i malati desiderano cibarsi di carne cruda, a volte umana, e di sangue. Il nome di questa sindrome è connesso con la condizione mitologica definita come licantropia, in cui la persona che ne è affetta si trasforma in un lupo.
Questa malattia non ha niente a che vedere con la teriantropy. Il therian (theriantropo in italiano) si identifica su un livello spirituale o psicologico ad un animale, ma è totalmente cosciente della sua umanità e si comporta come un normale umano.
Vi sono numerosi esempi di assassini psicopatici che hanno dilaniato i corpi delle proprie vittime coi denti e ne hanno addirittura mangiato il cuore; tra i casi più noti vi furono i criminali Peter Stubbe e Austin Harrouff. Anche il mafioso italiano Benedetto Santapaola era ritenuto affetto da questa sindrome, notizia poi smentita.